# Grand Prix Formule 1 van Italië 2006
De Grand Prix Formule 1 van Italië 2006 werd gehouden op 10 september 2006 op het Autodromo Nazionale Monza in Monza.

## Testrijders op vrijdag
| Team                  | Rijder           |
| --------------------- | ---------------- |
| Williams - Cosworth   | Alexander Wurz   |
| Honda                 | Anthony Davidson |
| Red Bull - Ferrari    | Robert Doornbos  |
| BMW Sauber            | Sebastian Vettel |
| Spyker MF1 - Toyota   | Giorgio Mondini  |
| Toro Rosso - Cosworth | Neel Jani        |
| Super Aguri - Honda   | Franck Montagny  |

## Uitslag
| Positie | Nummer | Rijder               | Team                  | Ronden | Tijd/Opgave | Startplaats | Punten |
| ------- | ------ | -------------------- | --------------------- | ------ | ----------- | ----------- | ------ |
| 1       | 5      | Michael Schumacher   | Scuderia Ferrari      | 53     | 1:14:51.975 | 2           | 10     |
| 2       | 3      | Kimi Räikkönen       | McLaren - Mercedes    | 53     | +8.046      | 1           | 8      |
| 3       | 17     | Robert Kubica        | BMW Sauber            | 53     | +26.414     | 6           | 6      |
| 4       | 2      | Giancarlo Fisichella | Renault               | 53     | +32.045     | 9           | 5      |
| 5       | 12     | Jenson Button        | Honda                 | 53     | +32.685     | 5           | 4      |
| 6       | 11     | Rubens Barrichello   | Honda                 | 53     | +42.409     | 8           | 3      |
| 7       | 8      | Jarno Trulli         | Toyota                | 53     | +44.662     | 11          | 2      |
| 8       | 16     | Nick Heidfeld        | BMW Sauber            | 53     | +45.309     | 3           | 1      |
| 9       | 6      | Felipe Massa         | Scuderia Ferrari      | 53     | +45.995     | 4           |        |
| 10      | 9      | Mark Webber          | Williams - Cosworth   | 53     | +1:12.602   | 19          |        |
| 11      | 15     | Christian Klien      | Red Bull - Ferrari    | 52     | +1 Ronde    | 16          |        |
| 12      | 14     | David Coulthard      | Red Bull - Ferrari    | 52     | +1 Ronde    | 14          |        |
| 13      | 21     | Scott Speed          | Toro Rosso - Cosworth | 52     | +1 Ronde    | 15          |        |
| 14      | 20     | Vitantonio Liuzzi    | Toro Rosso - Cosworth | 52     | +1 Ronde    | 17          |        |
| 15      | 7      | Ralf Schumacher      | Toyota                | 52     | +1 Ronde    | 13          |        |
| 16      | 22     | Takuma Sato          | Super Aguri - Honda   | 51     | +2 Rondes   | 21          |        |
| 17      | 19     | Christijan Albers    | Spyker MF1 - Toyota   | 51     | +2 Rondes   | 18          |        |
| DNF     | 18     | Tiago Monteiro       | Spyker MF1 - Toyota   | 44     | Remmen      | 20          |        |
| DNF     | 1      | Fernando Alonso      | Renault               | 43     | Motor       | 10          |        |
| DNF     | 4      | Pedro de la Rosa     | McLaren - Mercedes    | 20     | Motor       | 7           |        |
| DNF     | 23     | Sakon Yamamoto       | Super Aguri - Honda   | 18     | Hydrauliek  | 22          |        |
| DNF     | 10     | Nico Rosberg         | Williams - Cosworth   | 9      | Aandrijfas  | 12          |        |

## Wetenswaardigheden
- Eerste race: Spyker. Het team heet officieel Spyker Midland F1 Racing.
- Laatste race: Christian Klien.
- Rondeleiders: Kimi Räikkönen 15 (1-15); Michael Schumacher 32 (16; 23-53) en Robert Kubica 6 (17-22).
- Michael Schumacher kondigde in de persconferentie aan dat hij aan het einde van het seizoen met de Formule 1 ging stoppen.
- Fernando Alonso's snelste drie tijden in Q3 werden gewist omdat hij Felipe Massa hinderde. Hierdoor startte hij niet als 5de maar als 10de.

## Standen na de Grand Prix

### Coureurs
| Positie | Nummer | Rijder               | Team             | Punten |
| ------- | ------ | -------------------- | ---------------- | ------ |
| 1       | 1      | Fernando Alonso      | Renault          | 108    |
| 2       | 5      | Michael Schumacher   | Scuderia Ferrari | 106    |
| 3       | 6      | Felipe Massa         | Scuderia Ferrari | 62     |
| 4       | 2      | Giancarlo Fisichella | Renault          | 57     |
| 5       | 3      | Kimi Räikkönen       | McLaren          | 57     |

### Constructeurs
| Positie | Nummers | Team             | Rijders                              | Punten |
| ------- | ------- | ---------------- | ------------------------------------ | ------ |
| 1       | 5 6     | Scuderia Ferrari | Michael Schumacher Felipe Massa      | 168    |
| 2       | 1 2     | Renault          | Fernando Alonso Giancarlo Fisichella | 165    |
| 3       | 3 4     | McLaren          | Kimi Räikkönen Pedro de la Rosa      | 97     |
| 4       | 11 12   | Honda            | Jenson Button Rubens Barrichello     | 65     |
| 5       | 16 17   | BMW Sauber       | Nick Heidfeld Robert Kubica          | 33     |

## Statistieken
| Snelste ronde | Kimi Räikkönen | McLaren - Mercedes | 1:22.559 |

## Noot
- Dit was de honderdste Grand Prix-start voor Kimi Räikkönen. Hiermee was Räikkönen de 56ste coureur die minstens 100 Grands Prix had gereden.
- Eerste rondes als raceleider en de eerste podiumplaats voor Robert Kubica en voor een Poolse coureur.
- Dit was de vijfde overwinning van de Grote Prijs van Italië voor Michael Schumacher (eerdere overwinningen in 1996, 1998, 2000 en 2003), en hiermee vestigde hij een nieuw record. Hij verbrak het oude record van Nelson Piquet (4), gevestigd tijdens de Grote Prijs van Italië van 1987.

1921 · 1922 · 1923 · 1924 · 1925 · 1926 · 1927 · 1928 · 1931 · 1932 · 1933 · 1934 · 1935 · 1936 · 1937 · 1938 · 1947 · 1948 · 1949 · 1950 · 1951 · 1952 · 1953 · 1954 · 1955 · 1956 · 1957 · 1958 · 1959 · 1960 · 1961 · 1962 · 1963 · 1964 · 1965 · 1966 · 1967 · 1968 · 1969 · 1970 · 1971 · 1972 · 1973 · 1974 · 1975 · 1976 · 1977 · 1978 · 1979 · 1980 · 1981 · 1982 · 1983 · 1984 · 1985 · 1986 · 1987 · 1988 · 1989 · 1990 · 1991 · 1992 · 1993 · 1994 · 1995 · 1996 · 1997 · 1998 · 1999 · 2000 · 2001 · 2002 · 2003 · 2004 · 2005 · 2006 · 2007 · 2008 · 2009 · 2010 · 2011 · 2012 · 2013 · 2014 · 2015 · 2016 · 2017 · 2018 · 2019 · 2020 · 2021 · 2022 · 2023 · 2024 · 2025